# Lars Spannagel
Lars Spannagel (* 1978 in Berlin) ist ein deutscher Journalist.

## Werdegang
Spannagel, dessen Großmutter in der Stadt Lokaljournalistin gewesen war, wuchs in Berlin auf. Er studierte in seiner Heimatstadt sowie in Potsdam und New York Politikwissenschaft und Nordamerikastudien, seine in englischer Sprache verfasste Magisterarbeit The American hegemon between multiculturalism and unilateralism: U.S. foreign policy in the UN security council before the second Iraq war wurde 2005 an der Freien Universität Berlin angenommen. Danach durchlief er die Deutsche Journalistenschule in München.
Nachdem er zunächst für die Süddeutsche Zeitung geschrieben hatte, war er ab 2008 freier Mitarbeiter beim Tagesspiegel und veröffentlichte ebenfalls Berichte in anderen Medien, darunter Die Zeit, Jüdische Allgemeine, Potsdamer Neueste Nachrichten, Die Tageszeitung und 11 Freunde. Ab 2012 gehörte er der Sportredaktion des Tagesspiegels an. Sein Fachgebiet ist der Basketballsport. Spannagel ist selbst Basketballspieler, 1996 trat er der BG Zehlendorf bei, 2019 wurde er mit der Ü35-Mannschaft des Vereins in dieser Altersklasse Zweiter der Deutschen Meisterschaft und 2022 mit der Zehlendorfer Ü40 ebenfalls deutscher Vize-Meister. Im November 2017 wechselte er beim Tagesspiegel aus der Sportredaktion in das Ressort Seite3/Mehr Berlin, im Mai 2022 verließ er den Tagesspiegel und schloss sich als Redakteur dem neu gegründeten Ressort Wochenende bei Zeit Online an.
Spannagel gewann beim vom Verband Deutscher Sportjournalisten ausgeschriebenen Wettbewerb Großer VDS-Preis 2018 und 2020 den ersten Preis: Damit wurden seine Zeitungsbeiträge Das Schleudertrauma über den Diskuswerfer Christoph Harting (erschienen am 17. August 2018 im Tagesspiegel) und Ein Mann zieht durch über den Kanuten Ronald Rauhe (erschienen am 3. Juli 2020 im Tagesspiegel) ausgezeichnet. 2014, 2019 und 2024 wurde beim gleichen Sportjournalismus-Wettbewerb jeweils der zweite Preis an Spannagel vergeben. 2020 kam sein Tagesspiegel-Beitrag über den Weltrekordversuch von Marathonläufer Eliud Kipchoge beim Sportmedienpreis des internationalen Sportjournalismus-Verbandes (AIPS) auf den zweiten Platz.
An der Berliner Journalistenschule war Spannagel als Dozent tätig.